# Constance Picaud
Constance Picaud (Challans, 5 juli 1998) is een voetbalspeelster uit Frankrijk. Ze speelt als doelverdediger voor FC Fleury 91 in de Division 1 Féminine.

## Clubcarrière
Picaud maakte haar profdebuut voor La Roche-sur-Yon. Na een periode bij Le Havre AC, voegde ze zich op 16 juli 2022 bij Paris Saint-Germain. Ze tekende een contract tot 30 juni 2024 in Parijs. Nadat haar contract was afgelopen, voegde Picaud zich bij competitiegenoot FC Fleury, waar ze een eenjarig contract.

## Statistieken
| Seizoen | Club                | Land      | Competitie | Wedstrijden | Doelpunten |
| ------- | ------------------- | --------- | ---------- | ----------- | ---------- |
| 2015/16 | La Roche-sur-Yon    | Frankrijk | Division 1 | 0           | 0          |
| 2021/22 | Paris Saint-Germain | Frankrijk | Division 1 | 1           | 0          |
| 2022/23 | Paris Saint-Germain | Frankrijk | Division 1 | 6           | 0          |
| 2023/24 | Paris Saint-Germain | Frankrijk | Division 1 | 12          | 0          |
| 2024/25 | FC Fleury 91        | Frankrijk | Division 1 | 17          | 0          |
| Totaal  | Totaal              | Totaal    | Totaal     | 57          | 0          |

Laatste update: 19 april 2025

## Interlandcarrière
Picaud werd voor het eerst opgeroepen voor het Frans voetbalelftal in februari 2021. Ze debuteerde op 18 februari 2023 in een wedstrijd tegen Uruguay.
Picaud werd opgenomen in de Franse selectie voor op het WK 2023. Een jaar later was ze ook onderdeel van de Franse selectie voor op de Olympische Zomerspelen 2024.